# Megan Marie Hart

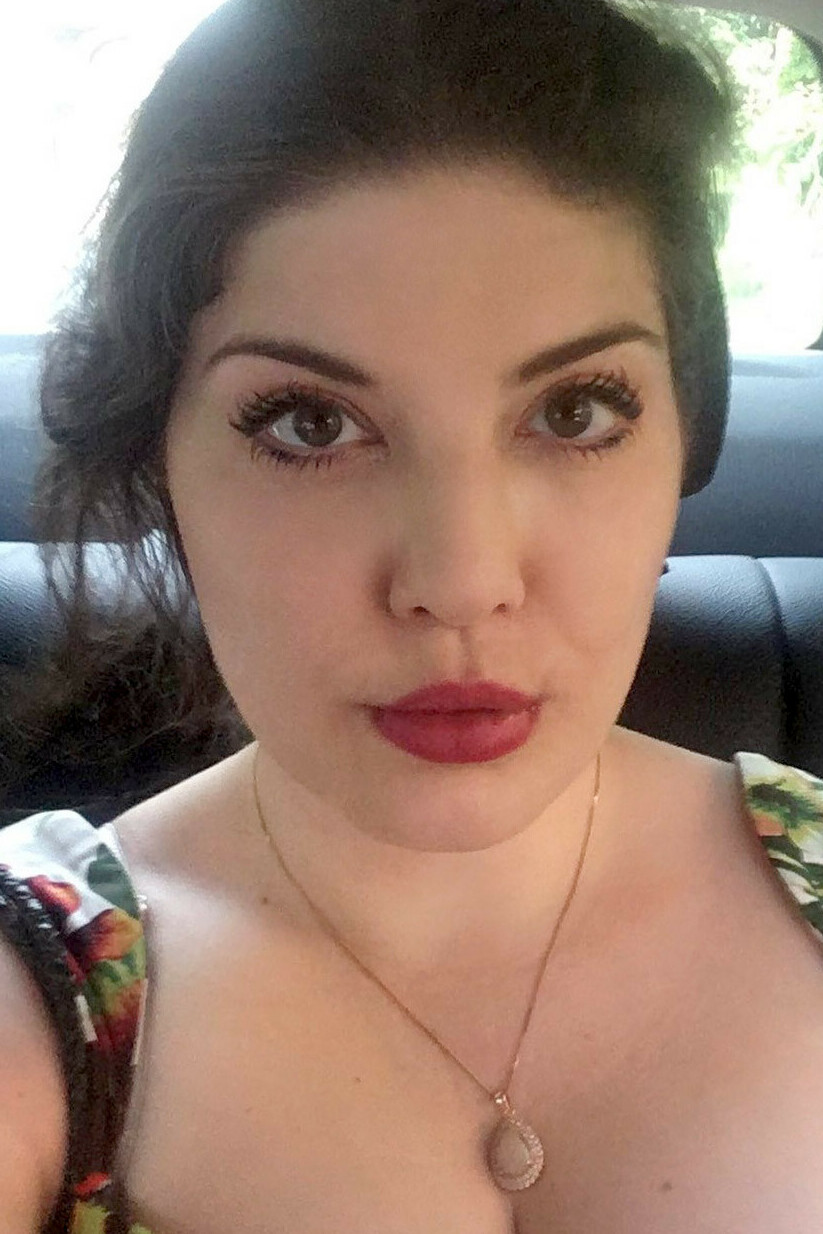
Megan Marie Hart (2023)

Megan Marie Hart ([/ˈmɛɡɪn məˈɹiː ˈhɑɹt/], * 1983 in Santa Monica) ist eine amerikanische Opernsängerin im Stimmfach Spinto-Sopran.

## Leben und Ausbildung
Hart wurde in Santa Monica in Kalifornien geboren und wuchs in Eugene im US-Bundesstaat Oregon auf, wo ihre Eltern in den frühen 1990er-Jahren eine Farm erworben hatten. Harts Eltern waren musikalisch, ihre Mutter Claudia sang, ihr Vater Dale spielte klassische Gitarre, Banjo, Mandoline und Mundharmonika. Die Familie hatte einen Flügel, an dem Hart schon in früher Kindheit Interesse zeigte, bevor sie mit 9 Jahren auf eigenen Wunsch mit Klavierunterricht begann. Später spielte sie fünf Jahre lang Violine, bevor sie zum Chorgesang wechselte.
Ihre ersten Gesangsstunden hatte Hart im Alter von 17 Jahren. Sie nahm am Jugendprogramm des Oregon Bach Festivals unter der Leitung von Helmuth Rilling teil, der sie dazu inspirierte, das Singen zu ihrer Profession zu machen. Hart studierte daraufhin ab 2001 mit dem Tenor, Gesangspädagogen und Musikwissenschaftler Richard Miller am Oberlin Conservatory of Music. Im Sommer 2003 nahm Hart unter Miller an der Sommerakademie des Mozarteum Salzburg teil. Ebenfalls im Sommer 2003 und im Sommer 2004 war Hart Teilnehmerin der Elysium-Sommerakademie in Bernried. 2005 erlangte sie in Oberlin den Bachelor of Music und hatte ihre erste Begegnung mit Marilyn Horne, an deren Meisterkurs sie teilnahm. Im darauffolgenden Jahr erlangte sie den Abschluss Master of Music. Im Jahr 2006 besuchte Hart die Manhattan School of Music in New York, wo sie mit der Mezzosopranistin Mignon Dunn studierte.
Im selben Jahr traf Hart erneut ihre zukünftige Lehrerin Marilyn Horne. 2007 schloss Hart ihr Studium an der Manhattan School of Music mit dem Professional Studies Certificate ab.
Von 2007 bis 2010 war Hart im von Jane Eaglen angeleiteten Young Artist Program der Seattle Opera. Im Sommer 2008 nahm sie am zehnwöchigen Ausbildungsprogramm der Central City Opera teil, das Benjamin Brittens Kirchenparabel Curlew River mit Hart als Geist des Jungen zur Aufführung brachte. Im Sommer 2010 studierte Hart an der Music Academy of the West erneut mit Marilyn Horne und gewann dort den Wettbewerb Marilyn Horne Song Competition. Marilyn Horne ist seitdem Harts Lehrerin.

## Wirken

### Oper
Harts Opernrepertoire beinhaltet Barockrollen wie Händels Alcina und Almirena in Rinaldo, Hauptrollen in Mozartopern wie die Contessa di Almaviva in Le nozze di Figaro, Donna Anna in Don Giovanni und Fiordiligi in Così fan tutte, moderne Rollen wie Lady Billows in Brittens Albert Herring, die Frau in Poulencs La voix humaine und Blanche in Dialogues des Carmélites. Sie tritt in lirico-spinto-Rollen auf, darunter Verdis Aida, Luisa Miller und Gilda in Rigoletto, Puccinis Madama Butterfly, Tosca und Mimì in La Bohème, Chrysothemis in Elektra von Richard Strauss und Elsa in Wagners Lohengrin.
Hart begann ihre professionelle Karriere während ihres Studiums als Cover der Juliette in Gounods Roméo et Juliette am Opera Theatre of Saint Louis, gefolgt von kleinen Rollen in Ravels L’enfant et les sortilèges und Gianetta in der Gilbert und Sullivan Operette The Gondoliers mit der amerikanischen Opera North. Nach ihrem Masterabschluss, für den sie unter der Regie von Victoria Vaughan als praktische Prüfung die Monooper La voix humaine aufführte, hatte sie 2006 im Rahmen des Sommerstudienprogramms des Oberlin Conservatory als Amina in Bellinis La sonnambula in Italien ihr europäisches Operndebüt. Zurück in den Vereinigten Staaten sang sie im Opernstudio der Seattle Opera unter anderem die Tatjana in Tatyana’s Letter, einer Adaption von Tschaikowskis Eugen Onegin.
Im Sommer 2009 sang Hart an der Central City Opera die Almirena in Händels Rinaldo. Im Jahr 2010 wurde die Alcina-Produktion des Ensembles für frühe Musik Bourbon Baroque mit Megan Marie Hart in der Titelrolle für eine Fernsehaufzeichnung inszeniert, die mehrfach ausgestrahlt wurde. Im gleichen Jahr machte Hart in Santa Barbara ihr Debüt als Donna Anna in Don Giovanni, ein Jahr später sang sie die Partie in New York. Es folgten weitere Hauptrollen in den Vereinigten Staaten, darunter ihr Rollendebüt als Gilda in Verdis Rigoletto, bevor Hart 2014 beim Zomeropera Festival im belgischen Schloss Alden Biesen ihre Donna Anna zum ersten Mal in Europa sang.
Hart, die sich in den USA bereits einen Namen gemacht hatte, entschloss sich zu einem Neuanfang in Deutschland und trat in der Spielzeit 2014/15 dem Ensemble des Landestheaters Detmold bei. In Detmold gab sie in der Folge unter anderem ihre Rollendebüts als die Premierenbesetzung der Arminda in Mozarts Die Gärtnerin aus Liebe in der Inszenierung von Hinrich Horstkotte, der Mimì in La Bohème,  und der Rosalinde in der Strauss Operette Die Fledermaus, unter der Leitung des ersten Kapellmeisters György Mészáros. 2016 sang sie mit der Chrysothemis in der Elektra-Inszenierung von Christian von Götz ihre erste große Partie des deutschen Fachs in Deutschland. Noch im gleichen Jahr war sie in einer rein weiblichen Produktion erneut in der Rolle der Frau in La voix humaine zu erleben, inszeniert von Karin Kotzbauer, die damit ihr Regiedebüt gab. Es folgten ihr Deutschlanddebüt als Gilda in Rigoletto und ihr Debüt als Sylva Varescu in Kálmáns Operette Die Csárdásfürstin, beide unter Mészáros’ Leitung.
2018 trat Hart zum ersten Mal in Tosca auf. Die Produktion wurde von Kritik und Publikum gleichermaßen gut aufgenommen. Zwei Detmolder Theaterpreise gingen an die Produktion, an die beste Inszenierung für Regisseur Ernö Weil und an Hart für die Titelrolle der Floria Tosca. In der gleichen Spielzeit sang Hart die Mozartpartien Konstanze in Die Entführung aus dem Serail, als Gast der Bühnen der Stadt Gera mit Generalmusikdirektor Laurent Wagner, und Fiordiligi in Così fan tutte mit Mészáros in Detmold.

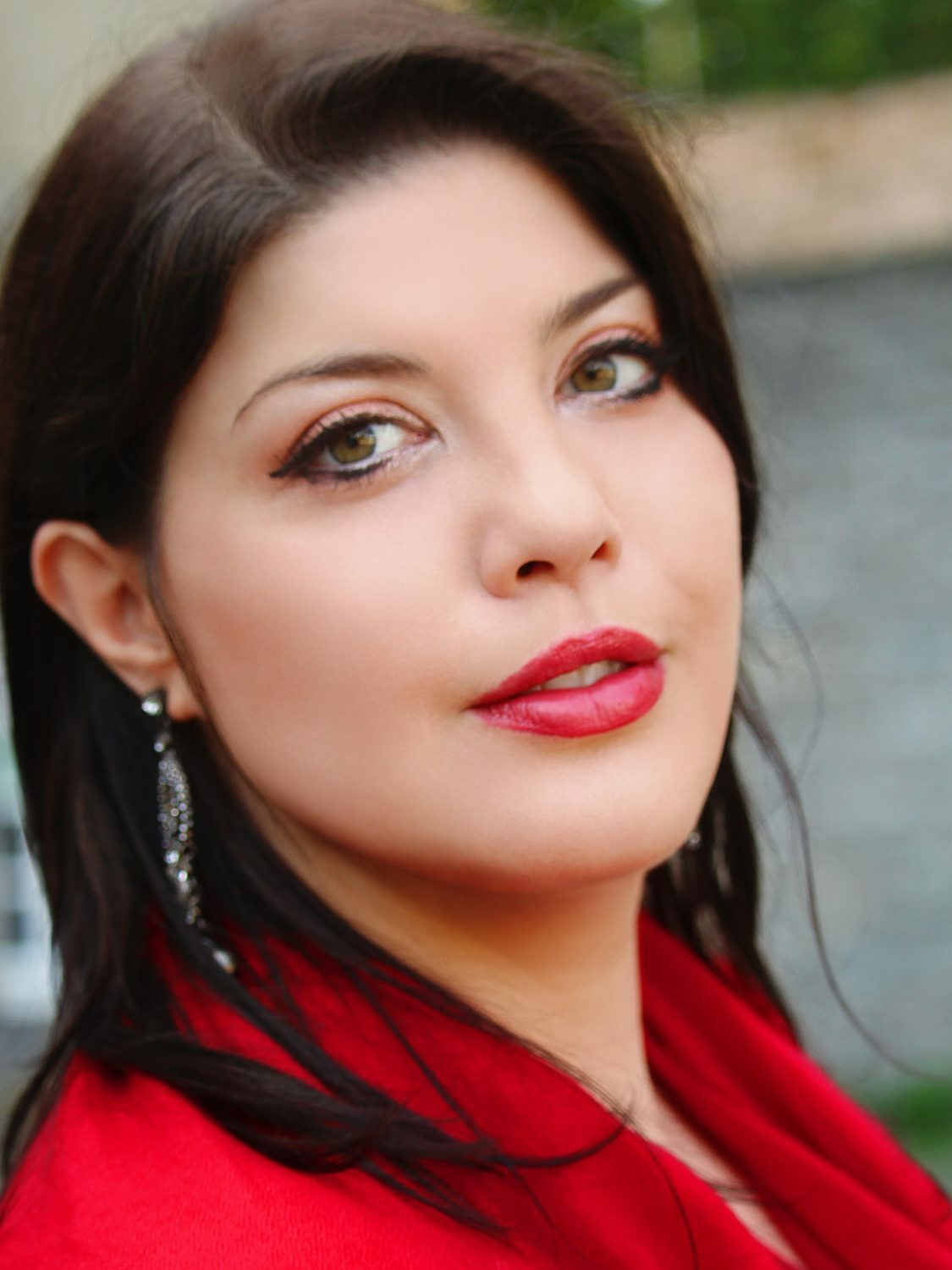
Megan Marie Hart beim Detmolder Theaterpreis

Im Jahr 2019 debütierte Hart in den Verdi-Partien Luisa Miller und Aida. In der 2019 ohne vorauswählende Jury als reiner Publikumspreis gestalteten Auslobung des Detmolder Theaterpreises erhielt Hart ihren zweiten Theaterring.
Hart verließ zum Ende der Saison 2019/20 das Landestheater Detmold und trat dem Ensemble des Staatstheaters Darmstadt bei. Bedingt durch die COVID-19-Pandemie wurden alle für sie geplanten Opern wegen der großen Anzahl an benötigten Darstellern verschoben. In der Spielzeit 2021/22 sang Hart die Mimì in La Bohème unter der musikalischen Leitung des ersten Kapellmeisters Johannes Zahn und die Madeleine de Faublas in Paul Abrahams Operette Ball im Savoy unter der Leitung von Jan Croonenbroeck. Im Mai 2021 trat Hart mit ihrem Rollendebüt als Elsa in Wagners Lohengrin in der Inszenierung von Andrea Moses in ihrer ersten großen Wagner-Partie auf.
Hart beendete ihre Saison 2022 mit einem Gastengagement als Tosca bei den Schlossfestspielen Zwingenberg.
In der Spielzeit 2022/23 gab Hart ihr Debüt als Cio-Cio-San in Puccinis Madama Butterfly. Für die Partie kehrte sie auf Wunsch von Zoran Todorovich, der mit der Inszenierung sein Regiedebüt gab, als Gast an das Landestheater Detmold zurück. Die Produktion eröffnete die Detmolder Saison unter der musikalischen Leitung von Per-Otto Johansson, für den dies das Operndebüt als Generalmusikdirektor in Detmold war. Bei einer späteren Aufführung übernahm Todorovich wegen eines Krankheitsfalls spontan die Rolle des Pinkerton, mit der er seine internationale Karriere begonnen hatte.
Eine weitere Spielzeiteröffnung folgte für Hart am Staatstheater Darmstadt mit der Premiere von Don Giovanni in der Inszenierung von Intendant Karsten Wiegand, unter der musikalischen Leitung von Generalmusikdirektor Daniel Cohen, in der sie zum ersten Mal die Donna Anna in Deutschland sang. Die Deutschlandpremiere von Harts „Lieblingspartie von Mozart“ war für Frühjahr 2020 in Detmold geplant gewesen, wegen des COVID-19-Lockdowns war die Produktion jedoch auf die Zeit nach Harts Abschied aus Detmold verschoben worden. Ein weiteres Rollendebüt im Jahr 2022 machte Hart als Liù in Puccinis Turandot in der Inszenierung von Valentin Schwarz, unter Zahns Dirigat.
Ebenfalls unter der musikalischen Leitung Johannes Zahns sang Hart in der Spielzeit 2023/24 die Tatjana in Eugen Onegin in der Inszenierung von Isabel Ostermann zum ersten Mal auf Russisch, 15 Jahre nachdem sie die Partie im Opernstudio der Seattle Opera auf Englisch gesungen hatte. In derselben Spielzeit sang Hart erneut die Chrysothemis in Elektra in einer Neuinszenierung Wiegands, mit Elena Batoukova-Kerl in der Titelrolle, und gab ihre Rollendebüts als Antonia in Dirk Schmedings Inszenierung von Offenbachs Les contes d'Hoffmann und als Desdemona in Verdis Otello, mit Gaston Rivero in der Titelrolle, Aris Argiris als Jago und Solgerd Isalv als Emilia, inszeniert von Paul-Georg Dittrich, alle unter der musikalischen Leitung von GMD Cohen.
In der Spielzeit 2024/25 gab Hart ihr Debüt im Schlosstheater Schwetzingen als Donna Anna mit dem Nationaltheater Mannheim. In Darmstadt sang sie in der Uraufführung der deutschsprachigen Übersetzung von Pierangelo Valtinonis Il piccolo principe die Mutter, die Rose und die Eitle, sowie Elvire in der vom Staatstheater Kassel übernommenen Produktion von La muette de Portici in der Regie von Dittrich, unter der Leitung von Zahn.

### Konzert

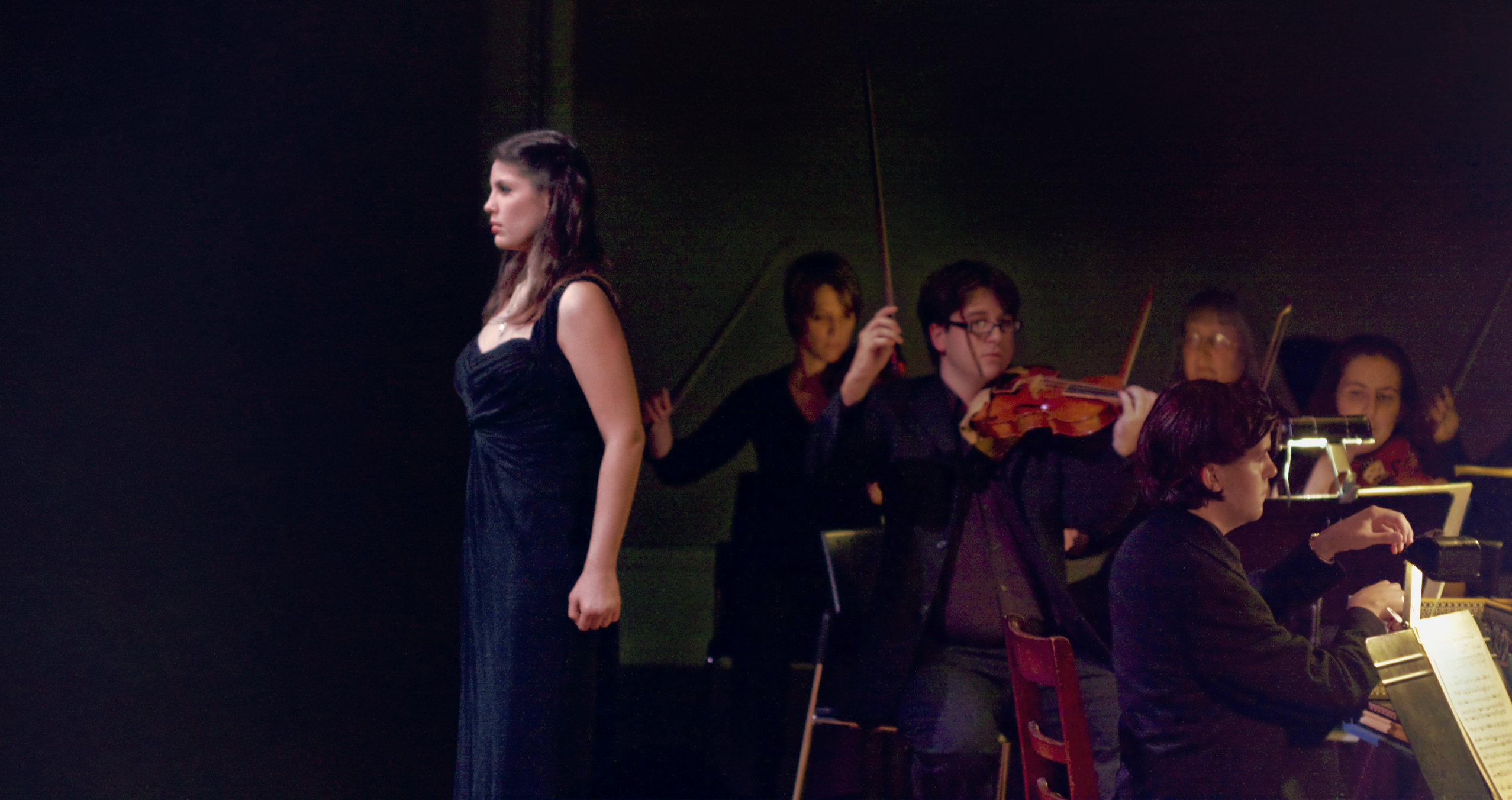
Megan Marie Hart mit Bourbon Baroque, 2008

Frühe konzertante Auftritte Harts in Europa erfolgten 2003 in Salzburg und 2004 in Bernried. Im Jahr 2008 trat Hart mit Arien von Händel mit dem Ensemble für Alte Musik Bourbon Baroque auf. Eine Aufzeichnung der Arie Lascia ch’io pianga zeigt Hart mit der Barocktänzerin Caroline Copeland, 2 Jahre vor ihrer Zusammenarbeit bei Alcina. Im selben Jahr erschien sie zum ersten Mal als professionelle Sängerin in einer Fernsehsendung, als Sopransolistin in Beethovens 9. Sinfonie mit dem Seattle Symphony Orchester unter der Leitung von Gerard Schwarz in einem Konzert für den Dalai Lama und Desmond Tutu. Mit demselben Orchester sang sie unter dem Dirigat von Marvin Hamlisch im Feiertagskonzert Holiday Pops die Premiere seines für diesen Anlass geschriebenen Liedes Chanukah Lights.
2009 sang sie auf Jiddisch mit Music of Remembrance Kunstlieder des Komponisten Lazar Weiner, einem Überlebenden des Holocaust.
Mit demselben Ensemble sang sie 2010 das Sopransolo in Schostakowitschs Aus der jüdischen Volkspoesie, op. 79. Im selben Jahr führte sie unter Carlos Kalmar in einem Konzert mit dem Oregon Symphony Orchester und Rufus Wainwright Auszüge aus dessen Prima Donna auf.
Im Januar 2012 gab Hart ihr Carnegie-Hall-Debüt mit Kunstliedern von Franz Liszt, in einem Rezital mit der Pianistin Sun Ha Yoon. Schon im März desselben Jahres kehrte sie dorthin zurück, um im Konzert der Gewinner des Wettbewerbs der Gesellschaft Liederkranz of the City of New York zu singen, in welchem sie den ersten Platz in der Kategorie Kunstlied gewonnen hatte. Im Sommer 2012 sang Hart in Konzerten unter der Dirigentin Eve Queler, mit der sie zuvor schon in Oberlin bei einer Produktion von Le nozze di Figaro sowie bei der konzertanten Produktion von Adriana Lecouvreur mit dem Opera Orchestra of New York gearbeitet hatte.
In den Jahren 2013 und 2015 sang Hart Arien in Konzerten mit Orchestern in Deutschland, dem Instrumentalverein Darmstadt unter Bart Berzonsky und der Philharmonie Südwestfalen unter der Leitung von Markus Huber. 2016 sang sie das Sopransolo in Mendelssohns Oratorium Elias. Im Herbst 2017 sang Hart mit der Mezzosopranistin Janina Hollich unter der Leitung Lutz Rademachers in Gustav Mahlers 2. Sinfonie „Auferstehungssinfonie“. Das monumentale Werk war auf Betreiben Rademachers zum ersten Mal in der Region Ostwestfalen-Lippe zur Aufführung gebracht worden. 2019 sang Hart Vier letzte Lieder von Richard Strauss unter der Leitung von György Mészáros.
Zum Ende ihrer Zeit im Ensemble des Landestheaters Detmold verabschiedete sich Hart vom Detmolder Publikum mit Mozarts Konzertarie Misera, dove son? (KV 369) unter Rademachers Leitung. Das Darmstädter Publikum begrüßte sie zusammen mit Tenor Peter Sonn in einer Szene aus La Bohème, unter der Leitung von Generalmusikdirektor Daniel Cohen. Mit Mitgliedern des Staatsorchesters Darmstadt nahm Hart im Jahr 2021 Mozarts Arie Laudate Dominum auf, arrangiert für Violoncello und fünf Kontrabässe von Kontrabassist Johannes Knirsch.
Im September 2021 präsentierte Hart mit Pianist und Maestro suggeritore Giacomo Marignani ihren Liederabend Famous Musicians of Jewish Origin mit Shema: 5 Poems of Primo Levi von Simon Sargon, Korngolds Drei Lieder für Gesang und Klavier op. 22, Viktor Ullmanns Drei Sonette aus dem Portugiesischen für Sopran und Klavier op. 29, sowie mit den Grand opéra Arien Il va venir aus Halévys La Juive, Pourquoi suis-je venue aus Saint-Saëns’ Proserpine, und Robert, toi que j’aime aus Meyerbeers Robert le diable. Das Programm widmete Hart ihrem verstorbenen Vater Dale Hart.
Ende August 2022 sang Hart die Cio-Cio-San in einer gekürzten konzertanten Aufführung von Madama Butterfly mit dem Symphonischen Orchester des Landestheaters Detmold unter Per-Otto Johansson im Detmolder Schlosspark als Vorgeschmack auf die Bühnenpremiere.
Im Sommer 2024 sang Hart in Operngalas mit dem Orchester des Nationaltheaters Mannheim im Garten des Schloss Schwetzingen unter Jānis Liepiņš, mit der Darmstädter Hofkapelle unter Wolfgang Seeliger bei den Darmstädter Residenzfestspielen auf der Mathildenhöhe und mit dem Staatsorchester Darmstadt beim Saisoneröffnungskonzert des Staatstheaters Darmstadt. Im Staatstheater sang sie als Sopransolistin in Verdis Messa da Requiem mit dem Chor des Staatstheaters und dem Symphonischen Chor Bamberg unter der Leitung von GMD Cohen.

### Gesellschaftliches Engagement
Hart engagiert sich als säkulare Jüdin aktiv für jüdische Musik und Kultur. In ihrer Zeit im Opernstudio der Seattle Opera war sie Teil des Music of Remembrance Ensembles, das Musik von Opfern und Überlebenden des Holocaust aufführt. Im Juni 2020 war sie an der Verlegung von fünf Stolpersteinen für die Detmolder Familie Herzberg beteiligt. Die Premiere von Harts Liederabend Famous Musicians of Jewish Origin mit Werken jüdischer Komponisten war 2021 die offizielle Eröffnungsfeier der Darmstädter Veranstaltungsreihe „100 Tage 1700 Jahre“ im Festjahr 1700 Jahre jüdisches Leben in Deutschland. Anlässlich des Internationalen Holocaust-Gedenktags komponierte Bracha Bdil im Auftrag des Staatstheaters Darmstadt für Hart den Liederzyklus Letters to Fred für Gesang und Klavier, in dem anhand von Briefen an den überlebenden Sohn die Geschichte der Familie Herzberg erzählt wird.

## Filmografie
- Alcina. Regie: Caroline Copeland. Mit Teresa Wakim, Maegan Amelia Brus, Kristen Leich, Katherine Lerner, David Menzies, Evan Prizant, Bourbon Baroque. Aufführung 2010, Erstausstrahlung und DVD 2011.

## Auszeichnungen
- Marilyn Horne Song Competition 2010, Grand Prize Gewinnerin[14]
- Liederkranz of the City of New York Wettbewerb 2012, erster Platz, Kategorie Kunstlied[73]
- Theaterring Detmold 2018, beste Sängerin oder Sänger[40]
- Theaterring Detmold 2019, Publikumspreis beliebtestes Ensemblemitglied Musiktheater[45]